# Prignitz (Naturraum)

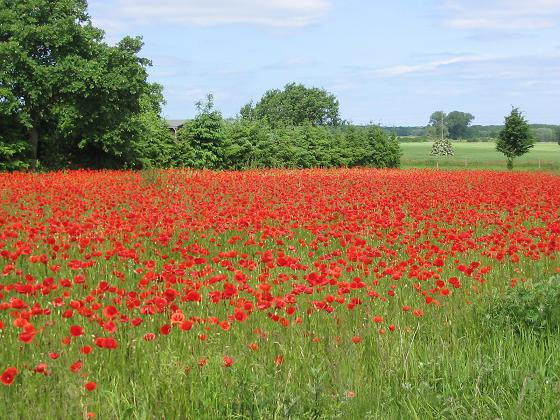
Prignitzer Landschaft

Die Prignitz ist ein Naturraum im Nordbrandenburgischen Platten- und Hügelland. Sie stellt die Haupteinheit 770 in der Naturräumlichen Gliederung Deutschlands dar.

## Lage
Die Prignitz liegt im Nordwesten des Landes Brandenburg sowie zu kleinen Teilen im Südwesten Mecklenburg-Vorpommerns. Der überwiegende Teil der naturräumlichen Landschaft Prignitz gehört zur weitere Gebiete umfassenden gleichnamigen historischen Landschaft Prignitz.
Im Norden grenzt die naturräumliche Landschaft an die Ruhner Berge und Parchim-Meyenburger Sandflächen, im Nordosten an die Mecklenburgische Seenplatte, im Osten an die Dosseniederung, im Südosten an Kyritzer Platte und Perleberger Heide, im Südwesten an die Elbtalniederung, im Westen an die Lewitz und die Niederung der unteren Elde.
Das Bundesamt für Naturschutz bezieht in seiner Darstellung die Kyritzer Platte in den Naturraum Prignitz mit ein.

## Beschreibung

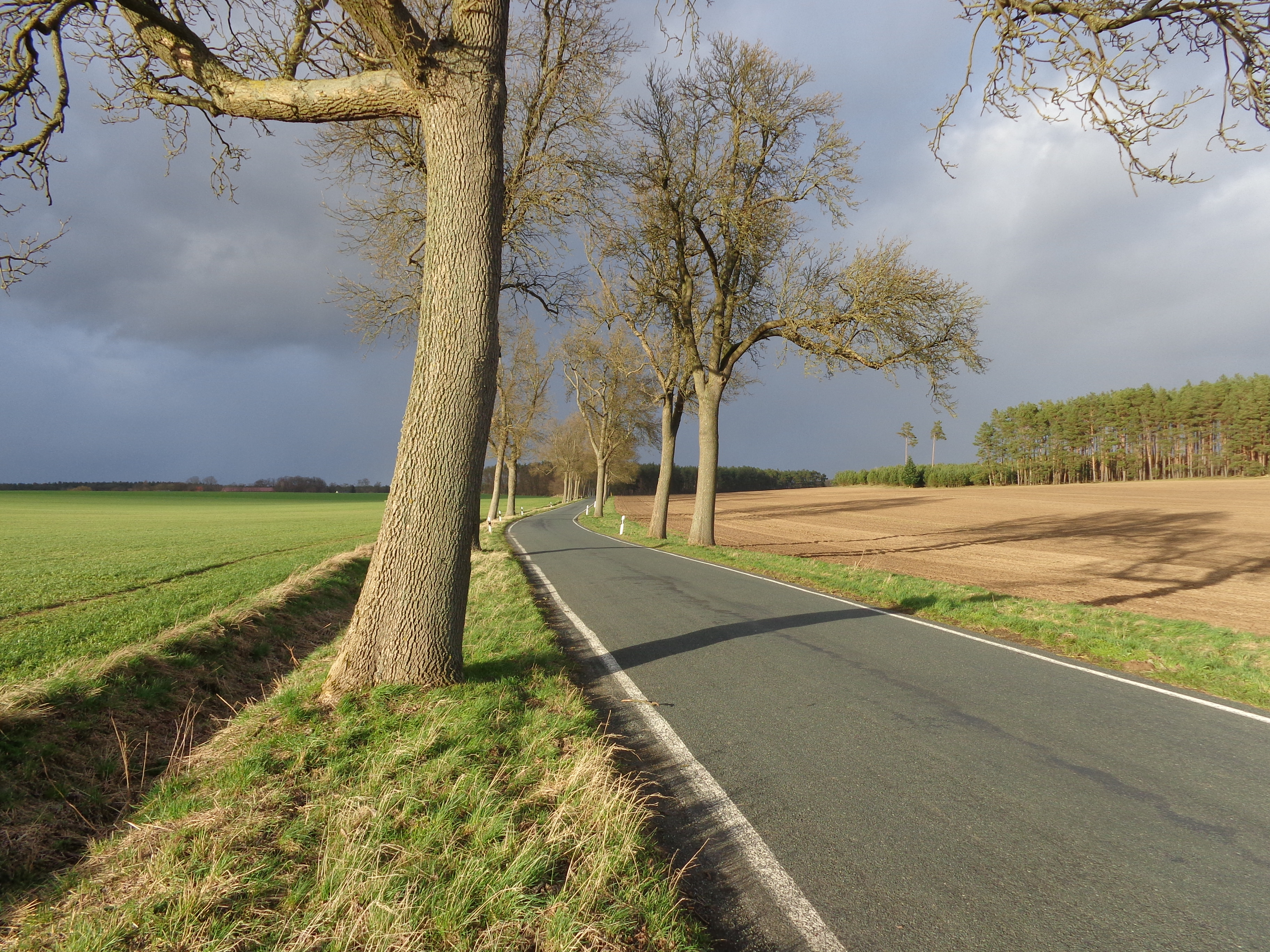
Vorfrühling bei Gramzow

Geomorphologisch handelt es sich bei der Prignitz hauptsächlich um eine leicht gewellte Grundmoränenplatte mit Höhen von etwa 40 bis über 100 Metern. Die höchste Erhebung liegt bei Halenbeck auf knapp 153 Metern. Dazu finden sich einzelne End- und Stauchmoränen-Hügelketten. Durchzogen wird die Prignitz von teils moorigen Flusstälern, insbesondere jenen von Löcknitz, Stepenitz, Dömnitz und Kümmernitz. Sie folgen im Wesentlichen der Abdachung der Platte von Nordosten nach Südwesten.
Die Prignitz ist eine vorwiegend ackerbaulich genutzte Agrarlandschaft mit sandigen Böden. Auf den Hügelketten und in einem größeren Waldgebiet im Osten der Landschaft finden sich vor allem Kiefern, in den Niederungen neben Grünland Erlen.